# Єгіндібулацький сільський округ
Єгіндібула́цький сільський округ (каз. Егіндібұлақ ауылдық округі, рос. Егиндибулакский сельский округ) — адміністративна одиниця у складі Байтерецького району Західноказахстанської області Казахстану. Адміністративний центр — село Єгіндібулак.
Населення — 514 осіб (2021; 631 у 2009, 839 у 1999, 939 у 1989).
Станом на 1989 рік існувала Топорківська сільська рада (село Циганово, Часниково).

## Склад
До складу округу входять такі населені пункти:
| Населений пункт   | Старі назви | Населення, осіб (1989) | Населення, осіб (1999) | Населення, осіб (2009) | Населення, осіб (2021) |
| ----------------- | ----------- | ---------------------- | ---------------------- | ---------------------- | ---------------------- |
| Алмали, село      | Часниково   | 143                    | 170                    | 85                     | 39                     |
| Єгіндібулак, село | Циганово    | 796                    | 669                    | 546                    | 475                    |